# Eugenia ochrophloea
Eugenia ochrophloea är en myrtenväxtart som beskrevs av Friedrich Ludwig Diels. Eugenia ochrophloea ingår i släktet Eugenia och familjen myrtenväxter.
Artens utbredningsområde är Peru. Inga underarter finns listade i Catalogue of Life.